# Alexandru Colfescu
Alexandru Colfescu (n. 1899, Alexandria, Teleorman, România – d. 1976, București, România) a fost primar al orașului Alexandria de două ori în perioada 1934-1937 și în 1939-1940, prefect al județului Teleorman (1942 - 1944), magistrat, publicist, solist vocal, violonist și interpret de romanțe.
O statuie cu Alexandru Colfescu se află în curtea Catedralei ortodoxe cu hramul „Sfântul Alexandru” din Alexandria. De asemenea, o stradă din Alexandria îi poartă numele. În Alexandria mai există și Școala cu clasele I-VIII „Alexandru Colfescu”.